# 1056 Azalea
1056 Azalea је астероид главног астероидног појаса са средњом удаљеношћу од Сунца која износи 2,229 астрономских јединица (АЈ).
Апсолутна магнитуда астероида је 11,7 а геометријски албедо 0,064.